# Трани (Грузия)
Трани (груз. თრანი) — село в Грузии, на территории Тианетского муниципалитета края (мхаре) Мцхета-Мтианети.

## География
Село находится в центральной части Грузии, на левом берегу реки Транули-Хеви (бассейн реки Иори), на расстоянии приблизительно 17 километров (по прямой) к югу от посёлка городского типа Тианети, административного центра муниципалитета. Абсолютная высота — 1083 метра над уровнем моря.

## Население
По результатам официальной переписи населения 2014 года в Трани проживало 88 человек (46 мужчин и 42 женщины). В национальной структуре населения грузины составляли 97,7 %, русские — 2,3 %.
| Год  | Население, человек |
| ---- | ------------------ |
| 2002 | 115                |
| 2014 | ↘ 88               |